# Kassandra Missipo
Kassandra Ndoutou Eboa Missipo (Asse, 3 de febrero de 1998) es una futbolista belga que juega como centrocampista en el club Basel de la Superliga Femenina de Suiza, la selección nacional femenina de Bélgica.

## Carrera
Missipo ha sido internacional con la selección nacional de Bélgica, apareciendo para el equipo durante el ciclo de clasificación para la Copa Mundial Femenina de la FIFA 2019.

## Vida personal
Missipo es de ascendencia camerunesa y abiertamente lesbiana.